# Zitilites
Zitilites è il quarto album in studio del gruppo rock danese Kashmir, pubblicato nel 2003.

## Tracce
1. Rocket Brothers – 5:26
2. Surfing the Warm Industry – 4:26
3. The Aftermath – 4:22
4. Ruby Over Diamond – 3:09
5. Melpomene – 4:39
6. The Push – 4:46
7. Ramparts – 4:06
8. Petite Machine – 4:44
9. The New Gold – 3:40
10. Big Fresh – 5:11
11. In the Sand – 3:13
12. Small Poem of Old Friend – 6:04
13. Zitilites – 4:01
14. Bodmin Pill – 3:59